# Демодулација
Демодулација је процес у којем се корисни сигнал информације издваја из носећег сигнала више фреквенције. Сам процес врши уређај по имену демодулатор. Начин демодулације зависи од начина на који је извршена модулација. 